# Onida (Dakota del Sud)
Onida è un comune (city) degli Stati Uniti d'America e capoluogo della contea di Sully nello Stato del Dakota del Sud. La popolazione era di 658 abitanti al censimento del 2010.

## Geografia fisica
Onida è situata a 44°42′21″N 100°04′01″W (44.705939, -100.066851).
Secondo lo United States Census Bureau, la città ha una superficie totale di 1,66 km², dei quali 1,65 km² di territorio e 0 km² di acque interne (0% del totale).

## Storia
Onida fu fondata nel 1880 dai coloni di Oneida, New York. Ha ricevuto i diritti di città nel 1883.

## Società

### Evoluzione demografica
Secondo il censimento del 2010, la popolazione era di 658 abitanti.

### Etnie e minoranze straniere
Secondo il censimento del 2010, la composizione etnica della città era formata dal 95,44% di bianchi, lo 0% di afroamericani, l'1,82% di nativi americani, lo 0% di asiatici, lo 0% di oceanici, lo 0% di altre razze, e il 2,74% di due o più etnie. Ispanici o latinos di qualunque razza erano lo 0,76% della popolazione.